# Economica (revue)
Economica est aussi une maison d'édition spécialisée en économie
Economica est une revue d'économie. 